# 福島県道334号熱塩温泉追分線
福島県道334号熱塩温泉追分線（ふくしまけんどう334ごう あつしおおんせんおいわけせん）は、福島県喜多方市にある一般県道である。

## 路線概要
- 起点：喜多方市熱塩加納町熱塩
- 終点：喜多方市熱塩加納町熱塩字向川原上甲
- 総延長：563m[1]
  - 実延長：総延長に同じ
- 路線認定年月日：1959年8月31日[2]

熱塩温泉と国道121号大峠道路を福島県道333号日中喜多方線を介して連絡するアクセス路線としての役割を担っている。

### 道路施設
熱塩橋
- 全長：39.0m
- 幅員：7.5（10.0）m
- 形式：単純PCポステン箱桁橋
- 竣工：1990年度

喜多方市熱塩加納町熱塩に位置し、一級水系阿賀川水系押切川を渡る。橋桁の製作には福島県内で初となるバイブレ工法が採用されている。旧橋梁の幅員が狭く片側交互通行を強いられていたことから架替が行われ、熱塩温泉や曹洞宗慈眼寺への観光・参拝客の交通の便が向上した。親柱には架設当時の耶麻郡熱塩加納村の村花であるヒメサユリがデザインされている。総工費は2億5600万円。

## 通過する自治体
- 喜多方市

## 接続・交差する道路
- 福島県道333号日中喜多方線（熱塩加納町熱塩字向川原上甲 終点）

## 沿線
- 熱塩温泉